# Bisque (couleur)
Pour l’article homonyme, voir Bisque.
Ne doit pas être confondu avec Bistre (couleur).

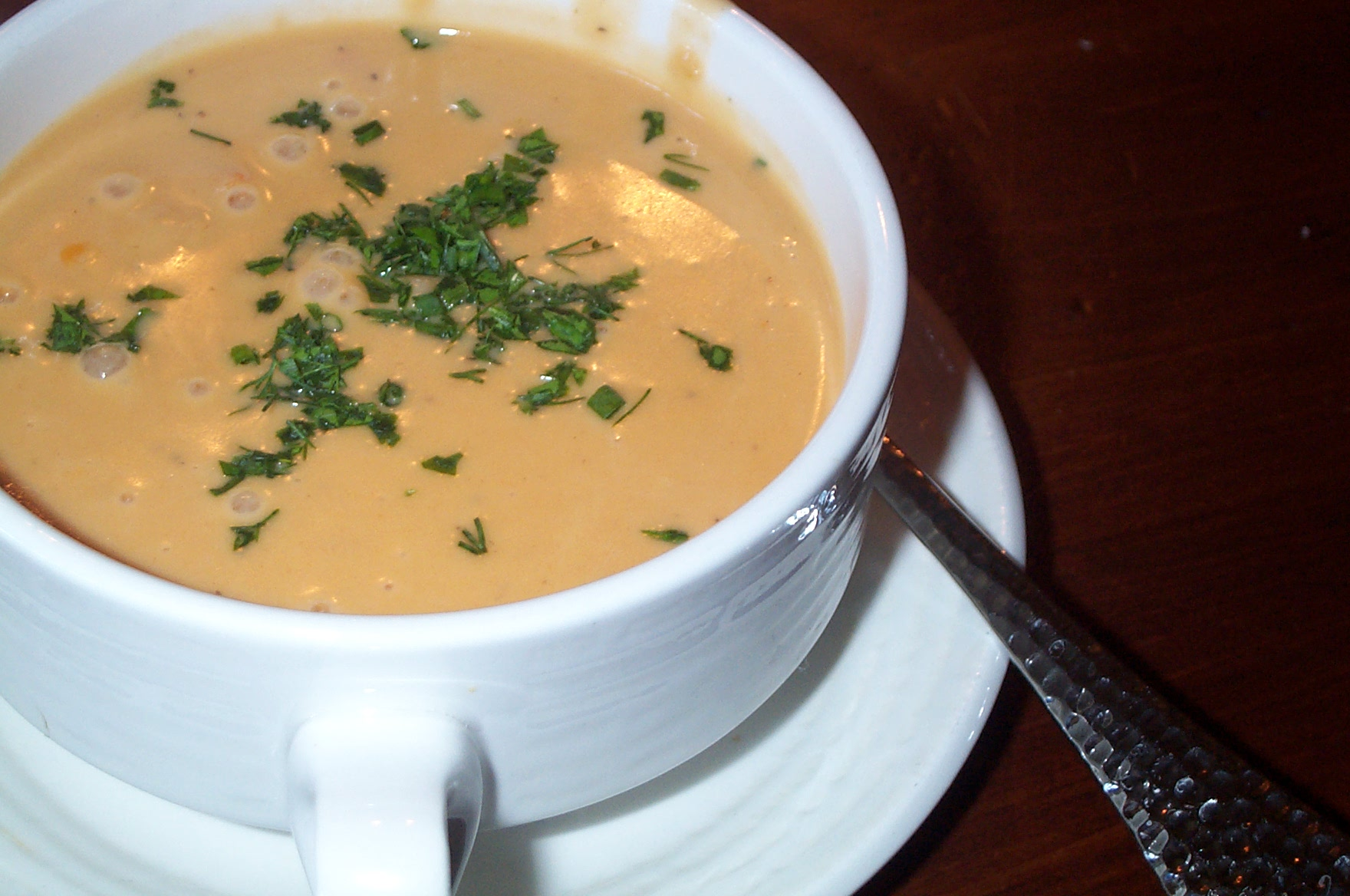
Bisque de homard (photo
Stu Spivack).

Le bisque est un nom de couleur informatique défini par les logiciels X11, HTML, SVG et CSS.
C'est un rose-orangé ou beige-orangé. L’Oxford English Dictionnary indique pour Bisque (couleur) « une couleur brun clair », comme celle d'un biscuit, un nom de couleur qui se rencontre couramment dans le domaine de la mode et de la décoration,. La liste des noms de couleur X11 ne comprend pas biscuit. L'informaticien qui a associé le code FFE4C4 au nom Bisque semble avoir plutôt pensé à la bisque, un coulis d'écrevisses ou de tout autre crustacé.
Le Trésor de la langue française ne mentionne aucune utilisation de bisque comme nom de couleur.

## Sources
- The names in CSS 3: Color Module and SVG
- X11 R6 rgb.txt 1.1 (1994), 1.2 (2005, excl. 96 aliases), sur le site de XFree86